# Chiesa di San Giuseppe (Tempio Pausania)
La chiesa di San Giuseppe  è un edificio religioso situato a Tempio Pausania, centro abitato della Gallura, nella Sardegna nord-orientale.
Consacrata al culto cattolico è sede dell'omonima parrocchia e appartiene alla  diocesi di Tempio-Ampurias.